# Чёрные лоялисты

Символ Общества наследия чёрных лоялистов (Канада). Изображён на памятной монете в 20 долларов 2021 года.

Чёрные лоялисты — уроженцы британской Северной Америки африканского происхождения, присоединившиеся к британским войскам во время Войны за независимость США. Рабы в большинстве, они решили сражаться на стороне британцев в обмен на обещание получить освобождение от рабства.
По численности чёрные лоялисты представляли менее половины рабов, освобождённых англичанами между 1775 и 1784 годами, большинству из них удалось бежать в разные места.

## История
Несколько десятков тысяч чёрных рабов были освобождены англичанами в Южной Каролине, а также в Джорджии в Вирджинии или в Мэриленде, в частности, после Прокламации Данмора (1775 г.) и Прокламации Филипсбурга (1779 г.) в начале американской войны за независимость.

### Прокламация Данмора 1775 г.
В начале 1775 года активную вербовку солдат в свои войска вели как британский лорд Данмор (губернатор Вирджинии), так и лидеры повстанцев. В конце концов после столкновений в Норфолке Данмор укрылся на борту корабля Королевского флота.
В октябре Данмор был готов начать действия против повстанцев. На помощь генералу Томасу Гейджу, главнокомандующему британской Северной Америки, из Вирджинии были направлены несколько соединений из 14 полка В конце октября небольшое британское судно село на мель и было захвачено повстанцами недалеко от Хэмптона. Затем британские корабли были отброшены колониальными ополченцами, что вызвало возмущение Королевского флота, поскольку в ходе этих столкновений были убиты и взяты в плен несколько моряков. В ответ лорд Данмор выпустил Прокламацию Данмора, в которой он объявил военное положение и предложил освободить рабов в Вирджинии, желающих служить в британской армии.
Эта историческая речь встревожила как повстанцев, так и лоялистов-рабовладельцев, которых испугала возможность вооружения бывших рабов и утраты их собственности .
Лорду Данмору удается набрать достаточно рабов, чтобы сформировать так называемый «эфиопский полк», а также группу лоялистов под названием Собственный верноподданный Вирджинский полк королевы (вошедший в 1776 году в состав Рейнджеров королевы). Успех рекрутского набора побудил Данмора написать 30 ноября 1775 г., что он вскоре сможет «привести колонию к покорности, как от меня этого требует долг».
Данные соединения участвовали в битве у Большого моста 9 декабря 1775 года в начале войны за независимость Соединённых Штатов.

### Ситуация в Джорджии
Во время войны за независимость в США доля чёрного населения в Джорджии значительно упала с 45,2 % к началу войны до 36,1 % , поскольку 7 000 из 21 000 чернокожих в колонии воспользовались возможностью сбежать или получить свободу. Затем в колонию направили новых чёрных рабов, чтобы наладить выращивание хлопка для собственного потребления, однако последнее получило развитие только после появления сортировочной машины, изобретенной Эли Уитни в 1793 году.

### Эвакуация
После конфликта около 3 000 чёрных лоялистов были эвакуированы из Нью-Йорка в Новую Шотландию и занесены в Книгу негров, чтобы облегчить их отслеживание британцами.
Некоторые черные лоялисты были эвакуированы в Лондон и интегрированы в городское сообщество «черных бедняков». По инициативе Компании Сьерра-Леоне 4 000 из них были доставлены в колонию Сьерра-Леоне в 1787 году. Пять лет спустя ещё 1 192 чёрных лоялиста из Новой Шотландии иммигрировали в Сьерра-Леоне. Они стали известны как новошотландские поселенцы Сьерра-Леоне и помогли построить новую нацию и новое правительство.

## Внешние ссылки
- Black Loyalist Heritage Society
- "Biographies of the Loyalist Era: Thomas Peters, Black Loyalist", The Loyalists, Learn Quebec
- "Loyalties", University of Manitoba, Vol. 17, No. 1
- Heritage: Black Loyalists, Saint John
- Black Loyalist Heritage Society, official website
- Black History, National Archives, United Kingdom
- Africans in America: Revolution, PBS
- Loyalist Institute, Documents and writings on Black Loyalists
- Anti-Slavery movement, Collections Canada
- Enslaved Africans in Upper Canada, Archives
- Nova Scotia archives, virtual exhibition
- Black Loyalists' experience in Canada, Atlantic Canadian Portal